# Johnny y las hadas
Johnny y las hadas es una serie de televisión infantil creada, producida y protagonizada por John Tartaglia. Está dirigida a niños de 2 a 7 años,y es transmitida en el canal Playhouse Disney pero fue cancelada pocos días antes de su estreno.
Fue estrenado en Disney Channel Estados Unidos el 9 de octubre de 2005 con 5 cortos de 5 minutos de duración cada uno. Estos cortos tuvieron gran éxito, razón por la cual se realizaron más episodios esta vez en un programa con 2 episodios de 11 minutos cada uno. También se estrenó una segunda temporada a principios de 2008 y se espera una tercera para el 2009.

## Sinopsis
Johnny T(Tartaglia) es un escritor de canciones que se muda a una casa que le dio su tío, según el intro del programa, vino en busca de inspiración. Allí encuentra a unas extrañas criaturas mágicas que llamadas "sprites" en la versión original (traducido simplemente como hadas), que lo introducen a un mundo fantástico. Estos seres (representados como títeres) son Ginger, Basil, Lily y Root, además de El sabio, el más grande y sabio de las hadas y los Fuzzies, pequeños seres en forma de pelotitas que también son mágicos. Estos últimos 4 personajes son añadidos en la serie, y no están en los cortos.
Cada episodio deja lecciones para la audiencia, que pueden ir desde tener responsabilidad(En el capítulo Basil's Band) o aprender a que todos son personas únicas y especiales a su manera (En el cap. Ginger's Antenna Dilemma).
Obviamente, la música no puede faltar en esta serie, habiendo por programa 4 canciones. 1 por episodio, una que es cantada entre cada uno de estos dos, llamada "Confiar!" y, por supuesto, el tema de opening.

## Personajes

### Principales
- Johnny T:Es un joven compositor que va a vivir a una vieja casa que le regaló su tío a trabajar en sus composiciones y su música. Allí es donde se encuentra con las hadas, con quienes tendrá grandes aventuras.Es interpretado por John Tartaglia.
- Ginger:Es un hada del aire color rosa y violeta, muy enérgica y deportiva. Es el hada que más quiere a Johnny junto con Basil.
- Basil:Es un hada de la tierra color verde y amarillo. Es un gran amante de la jardinería y muy inteligente. Es el hada que más quiere a Johnny junto con Ginger. Se menciona que su libro favorito es "Grandes arbustos de ayer y hoy".
- Lily:Es un hada del agua color azul que sabe hablar español(inglés en las versiones dobladas al español).Suele estar en gran contacto con la naturaleza y puede parecer que se preocupa mucho por su aspecto físico.
- Root:Es un hada bebé de la tierra color naranja y rojo. No se sabe mucho de él, pero siempre suele estar al cuidado de alguna de las hadas y,a pesar de su corta edad, ya puede hacer crecer vegetales con solo "hablar" con ellos.

### Secundarios
- El sabio:Es un hada color verde.Es la más sabia y grande de todas las hadas. Por esa razón, cuando tienen alguna duda o no saben decidirse por alguna cosa, las otras hadas consultan con él.
- Los Fuzzies:Son pequeños y coloridos seres mágicos en forma de bolitas, que suelen estar con las hadas.
- Gwen:Es la vecina de Johnny.Es una señora grande que siempre está por descubrir a las hadas. Casi no ha aparecido en la serie y lo ha hecho en todos los cortos.Es interpretada por Natalie Venetia Belcon.
- Tina:Es la hermana de Johnny.Parece ser divertida y perseverante.Es una de las pocas personas que conoce a las hadas.Es interpretada por Sutton Foster.

## Episodios

### Emisión de los cortos luego del estreno de la serie
En Playhouse Disney Channel Latinoamérica los primeros 5 cortos(que en el estreno de estos se habían emitido en un solo programa) se siguieron emitiendo por separado entre los programas de media hora, es por eso que los cortos se pueden considerar también una temporada más de la serie.

## Doblaje

### Doblaje hispanoamericano
- Johnny - Jorge Lillo, versión Latinoamérica, excepto Chile y Argentina; Diego Topa, versión Chile y Argentina
- Ginger - Vanesa Silva
- Basil - Rodrigo Saavedra
- Lily - Jessica Toledo
- Root - Sergio Aliaga
- Fuzzies - Jessica Toledo
- Sabio - Rolando Silva

- Dirección: Alma Wilheme.
- Traducción: Natalia Valdebenito.
- Adaptación Argentina: Sandra Brizuela - Nicolás Frías.
- Dirección Creativa: Raúl Aldana

- Doblado en Doblajes Internacionales DINT, en Santiago de Chile, y en Media Pro Com, Buenos Aires, Argentina.
- Producido por Disney Character Voices International Inc..

Dirección musical: Rodrigo Díaz